# Elhan Kastrati
Elhan Kastrati (ur. 2 lutego 1997 w Krumë) – albański piłkarz, występujący na pozycji bramkarza we włoskim klubie AS Cittadella oraz w reprezentacji Albanii. Uczestnik Mistrzostw Europy 2024.

## Statystyki

### Klubowe
Na podstawie:
| Klub            | Sezonów | Liga                | Liga  | Liga   | Puchar krajowy | Puchar krajowy | Kontynentalne | Kontynentalne | Suma  | Suma   |
| Klub            | Sezonów | Liga                | Mecze | Bramki | Mecze          | Bramki         | Mecze         | Bramki        | Mecze | Bramki |
| --------------- | ------- | ------------------- | ----- | ------ | -------------- | -------------- | ------------- | ------------- | ----- | ------ |
| Delfino Pescara | 3       | Serie B             | 15    | 0      | 0              | 0              | –             | –             | 15    | 0      |
| Piacenza Calcio | 1       | Serie C             | 1     | 0      | 0              | 0              | –             | –             | 1     | 0      |
| Teuta Durrës    | 2       | Kategoria Superiore | 32    | 0      | 1              | 0              | –             | –             | 33    | 0      |
| Trapani Calcio  | 1       | Serie B             | 2     | 0      | 0              | 0              | –             | –             | 2     | 0      |
| AS Cittadella   | 4       | Serie B             | 127   | 0      | 4              | 0              | –             | –             | 131   | 0      |
|                 | Łącznie | Łącznie             | 177   | 0      | 5              | 0              | 0             | 0             | 182   | 0      |

### Reprezentacyjne
Na podstawie:
| Występy i gole w reprezentacji | Występy i gole w reprezentacji | Występy i gole w reprezentacji | Występy i gole w reprezentacji | Występy i gole w reprezentacji | Występy i gole w reprezentacji | Występy i gole w reprezentacji | Występy i gole w reprezentacji |
| Lp.                            | Data                           | Miasto                         | Przeciwnik                     | Wynik                          | Gole                           | Inne                           | Rozgrywki                      |
| ------------------------------ | ------------------------------ | ------------------------------ | ------------------------------ | ------------------------------ | ------------------------------ | ------------------------------ | ------------------------------ |
| 1.                             | 13.06.2022                     | Tirana                         | Estonia                        | 0:0 (0:0)                      |                                |                                | mecz towarzyski                |

## Sukcesy
Na podstawie:
Brak ważniejszych osiągnięć.